# Center Point (Luizjana)
Center Point – jednostka osadnicza w Stanach Zjednoczonych, w stanie Luizjana, w parafii Avoyelles.